# Mutsuki (tàu khu trục Nhật)
Mutsuki (tiếng Nhật: 睦月) là một tàu khu trục hạng nhất của Hải quân Đế quốc Nhật Bản, là chiếc dẫn đầu của lớp tàu khu trục Mutsuki bao gồm mười hai chiếc được chế tạo sau Chiến tranh Thế giới thứ nhất. Được xem là tiên tiến vào lúc đó, những con tàu này đã phục vụ như những tàu khu trục hàng đầu của Nhật trong những năm 1930, nhưng được xem là đã lạc hậu vào lúc Chiến tranh Thái Bình Dương nổ ra; dù sao lớp Mutsuki vẫn được giữ lại ở tuyến đầu nhờ tầm xa hoạt động và kiểu ngư lôi mạnh mẽ mà chúng được trang bị. Mutsuki tham gia nhiều hoạt động khác nhau cho đến khi bị đánh chìm trong Trận chiến Đông Solomon ngày 25 tháng 8 năm 1942.

## Thiết kế và chế tạo
Việc chế tạo lớp tàu khu trục Mutsuki được chấp thuận như một phần của chương trình phát triển Hải quân Đế quốc Nhật Bản sau khi Hiệp ước Hải quân Washington có hiệu lực, và chúng được đặt hàng trong năm tài chính 1923. Lớp tàu này là một phiên bản nối tiếp và cải biến dựa trên các lớp tàu khu trục lớp Minekaze và Kamikaze trước đó, vốn chia sẻ nhiều đặc tính thiết kế chung. Mutsuki được đặt lườn tại Xưởng hải quân Sasebo vào ngày 21 tháng 5 năm 1924, được hạ thủy vào ngày 23 tháng 7 năm 1925 và được đưa ra hoạt động vào ngày 26 tháng 3 năm 1926. Thoạt tiên chỉ được gọi đơn giản là "Tàu khu trục số 19" (第十九号駆逐艦, Dai-19-Gō Kuchikukan), nó được đổi tên thành Mutsuki vào ngày 1 tháng 8 năm 1928.

## Lịch sử hoạt động
Trong những năm 1930, Mutsuki tham gia các hoạt động tại Trung Quốc, kể cả trong Sự kiện Thượng Hải năm 1932.
Vào lúc xảy ra cuộc tấn công Trân Châu Cảng, Mutsuki nằm trong thành phần Đội khu trục 30 của Hải đội Khu trục 6 trực thuộc Hạm đội 4 Hải quân Đế quốc Nhật Bản, và được bố trí từ Truk trong thành phần của lực lượng tấn công đảo Wake.
Sáng sớm ngày 11 tháng 12 năm 1941, trong cuộc đụng độ mà sau này được đặt tên là Trận chiến đảo Wake, lực lượng Mỹ trú đóng trên đảo đã đẩy lui nỗ lực đổ bộ đầu tiên của lực lượng Nhật Bản, vốn được bảo vệ bởi các tàu tuần dương hạng nhẹ Yūbari, Tenryū và Tatsuta cùng Hải đội Khu trục 29 bao gồm các tàu khu trục Yayoi, Mutsuki, Kisaragi, Hayate, Oite và Asanagi; hai tàu khu trục cũ thuộc lớp Momi được cải biến thành các tàu tuần tra Số 32 và Số 33, và hai tàu vận chuyển binh lính chở theo 450 người thuộc Lực lượng Đổ bộ Hải quân Đặc biệt. Sau khi bị thiệt hại nặng do mất hai chiếc Kisaragi và Hayate, lực lượng Nhật Bản đã rút lui trước khi đổ bộ. Đây là lần thất bại đầu tiên của Nhật Bản trong cuộc chiến tranh, và cũng là lần duy nhất trong Chiến tranh Thế giới thứ hai khi một lực lượng tấn công đổ bộ bị đẩy lui bởi pháo bố trí trên bờ. Mutsuki quay trở lại vào ngày 23 tháng 12 trong đợt tấn công đổ bộ lên đảo Wake lần thứ hai, và đã thành công trong việc chiếm đóng đảo này.
Vào đầu năm 1942, Mutsuki hộ tống một đoàn tàu vận tải từ Truk đến Guam, rồi sau đó tham gia cuộc chiếm đóng quần đảo Solomon, hỗ trợ cho các cuộc đổ bộ lực lượng Nhật Bản lên Rabaul, New Ireland, Lae và Bougainville. Trong Trận chiến biển Coral vào các ngày 7-8 tháng 5 năm 1942, Mutsuki được phân về lực lượng đổ bộ trong Chiến dịch Mo nhằm tấn công cảng Moresby. Sau khi chiến dịch này bị hủy bỏ, nó được giữ lại đặt căn cứ ngoài khơi Rabaul, hộ tống các tàu bè đi lại giữa Truk, Rabaul và Palau cho đến khi được cho quay trở về Nhật Bản vào tháng 7 để tái trang bị.
Sau khi hoàn tất công việc sửa chữa tại Xưởng hải quân Sasebo vào ngày 12 tháng 7 năm 1942, Mutsuki được phân về Hạm đội 8 Hải quân Đế quốc Nhật Bản và tham gia cuộc bắn phá sân bay Henderson trên đảo Guadalcanal vào ngày 24 tháng 8 năm 1942. Trong Trận chiến Đông Solomon vào ngày 25 tháng 8 năm 1942, Mutsuki bị đánh chìm bởi một cuộc không kích của máy bay ném bom B-17 Flying Fortress thuộc Không lực Lục quân Hoa Kỳ trong khi đang trợ giúp chiếc tàu vận tải Kinryu Maru bị hư hại. Mutsuki bị một quả bom đánh trúng trực tiếp vào phòng động cơ, khiến 41 người thiệt mạng và 11 người khác bị thương. Nó đắm ở vị trí cách 64 km (40 dặm) về phía Đông Bắc đảo Santa Isabel ở tọa độ 7°47′B 160°13′Đ / 7,783°B 160,217°Đ. Tàu khu trục chị em Yayoi đã vớt những người còn sống sót.
Mutsuki được rút khỏi danh sách Đăng bạ Hải quân vào ngày 1 tháng 10 năm 1942.

## Danh sách thuyền trưởng
- Trung tá Kunio Shiraishi (sĩ quan trang bị trưởng): 1 tháng 12 năm 1925 - 25 tháng 3 năm 1926
- Trung tá Kunio Shiraishi: 25 tháng 3 năm 1926 - 1 tháng 12 năm 1927
- Thiếu tá Saburo Ishibashi: 1 tháng 12 năm 1927 - 10 tháng 12 năm 1928
- Thiếu tá Yoshio Kanemasu: 10 tháng 12 năm 1928 - 1 tháng 11 năm 1929
- Thiếu tá Keizo Sato: 1 tháng 11 năm 1929 - 1 tháng 12 năm 1930
- Thiếu tá Kanichi Takatsugu: 1 tháng 12 năm 1930 - 20 tháng 5 năm 1932
- Thiếu tá Mikio Ihara: 20 tháng 5 năm 1932 - 15 tháng 11 năm 1934
- Thiếu tá Shinichirou Maeda: 15 tháng 11 năm 1934 - 1 tháng 11 năm 1935
- Thiếu tá Eizo Yoshida: 1 tháng 11 năm 1935 - 16 tháng 11 năm 1936
- Thiếu tá Masashichi Shirahama: 16 tháng 11 năm 1936 - 1 tháng 12 năm 1936
- Thiếu tá Kiichi Shintani: 1 tháng 12 năm 1936 - 1 tháng 12 năm 1937
- Thiếu tá Michio Oka: 1 tháng 12 năm 1937 - 1 tháng 11 năm 1938
- Thiếu tá Yoshinao Ota: 1 tháng 11 năm 1938 - 1 tháng 5 năm 1940
- Thiếu tá Eiji Sakuma: 1 tháng 5 năm 1940 - 15 tháng 11 năm 1940; thăng Trung tá 15 tháng 10 năm 1940
- Thiếu tá Yoshi Moriyuki: 15 tháng 11 năm 1940 - 12 tháng 9 năm 1941
- Thiếu tá Kenji Hatano: 12 tháng 9 năm 1941 - 25 tháng 8 năm 1942